# Good Song
«Good Song» — третий и последний сингл с седьмого студийного альбома Think Tank британской альтернативной рок-группы Blur, вышедший 6 октября 2003 года. Сингл разместился на 22-м месте в чартах Великобритании, что является самым низким показателем группы со времён выхода в 1993 году сингла «Sunday Sunday» с альбома «Modern Life Is Rubbish». Над промовидео к песне работали режиссёр Дэвид Шригли и арт-группа Shynola. Первоначально песня «Good Song» называлась «De La Soul». Би-сайд «Morricone» является одним из последних треков, в записи которого принимал участие Грэм Коксон, покинувший Blur в 2002 году.

## Список композиций
- 7"

1. «Good Song»
2. «Morricone»

- CD

1. «Good Song»
2. «Me, White Noise» (альтернативная версия)

- DVD

1. «Good Song» (видео)
2. «Me, White Noise» (альтернативная версия)
3. «Morricone»
4. «Good Song» (анимация)

## Чарты
| Чарт (2003)      | Высшая позиция |
| ---------------- | -------------- |
| UK Singles Chart | 22             |

## Продюсеры
- «Good Song», «Me, White Noise» (альтернативная версия) и «Morricone» — Blur и Бен Хиллер